# 레 카라크테르

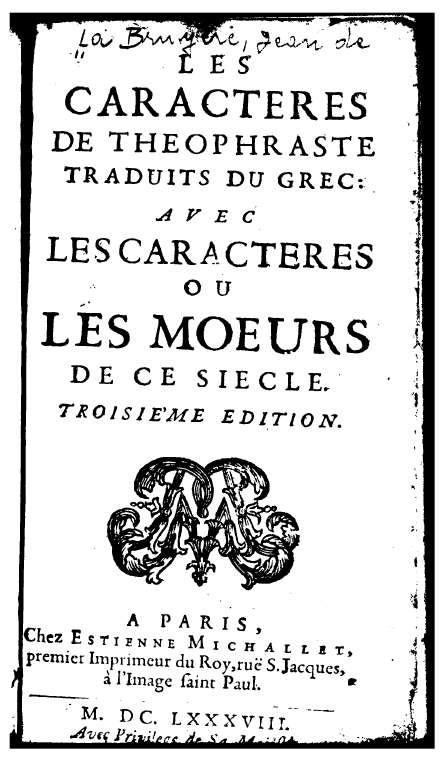

《레 카라크테르》(프랑스어: Les Caractères ou les Mœurs de ce siècle ← 사람도 가지가지)는 라 브뤼예르 작품이다. 수상(隨想).
처음에는 그리스 철학자 테오플라스토스의 <성격론>을 프랑스어로 번역해 자작의 〈사람도 가지가지〉를 부록으로 첨가한 형식으로 발표했으나 후에 그가 그린 초상(肖像)이 인기를 불러일으켜 양이 증가하였다. 예리한 관찰로 당시의 풍속을 풍자적으로 취급하였고 성격을 교묘하게 그렸다.